# Actorul și sălbaticii
 Actorul și sălbaticii  este un film românesc din 1975, regizat de Manole Marcus după scenariul lui Titus Popovici. Rolurile principale sunt interpretate de Toma Caragiu, Mircea Albulescu, Margareta Pogonat, Ion Besoiu și Mircea Diaconu. Filmul a fost distins cu două premii ACIN în 1975. De asemenea, scenograful Virgil Moise a primit Premiul pentru scenografie al Festivalului de la Moscova din 1975. 
Toma Caragiu îl interpretează pe Costică Caratase, personaj inspirat de personalitatea marelui actor Constantin Tănase. Acțiunea se desfășoară în perioada interbelică și se axează pe conflictul dintre actor și Mișcarea legionară („sălbaticii”), ofensată de spectacolele artistului care o satirizează. Pelicula pune problema libertății de exprimare a artistului și a pericolului pe care îl presupune implicarea sa în problemele sociale existente într-o lume dictatorială.

## Rezumat
Maestrul Costică Caratase (Toma Caragiu), directorul Teatrului de revistă „Vox”, pregătește cu frenezie un nou spectacol care se dorește a fi o satiră virulentă împotriva nazismului și a Mișcării Legionare, considerându-i pe legionari ca fiind niște „ticăloși care vor să vândă țara asta lui Hitler”. Filmul începe cu o audiență colectivă în casa marelui artist în care, printre altele, textierul evreu Ionel Friedman (Mircea Albulescu) îi spune că niște studenți l-au bătut la școală pe Mircea, băiatul său în vârstă de 10 ani, iar bancherii refuză să-i mai acorde credit dacă nu văd înainte programul spectacolului.
Aflat într-o audiență la regele Carol al II-lea al României (Gheorghe Șimonca), profesorul Guță Popescu (Ion Besoiu), mentorul Mișcării Legionare, îl roagă pe rege să ia măsuri pentru a împiedica spectacolul lui Caratase despre care era informat că va ataca vehement Mișcarea Legionară. El amenință că dacă regele nu va interveni, vor interveni legionarii pentru a opri spectacolul. Regele consimte să ia măsuri pentru a evita intrevenția legionarilor, dar în același timp îi cere prefectului de poliție (Zephi Alșec) să trimită pe cineva pentru a-i asigura protecția marelui artist pe care-l alintă cu numele de „nea Costică”. Prefectul de poliție îl desemnează pe tânărul comisar Radu Toma (Mircea Diaconu) pentru a-l păzi pe Caratase.
Deși primește amenințări cu moartea (el găsește în casă sau la teatru șobolani, păsări moarte, o mână de om), Caratase continuă să pregătească spectacolul, sfidând pericolul. Îndrăgostit de femeile frumoase, el începe o relație cu manechinul Pusi (Carmen Petrescu) cu care se plimbă prin parc, recitându-i versuri, și căreia îi cumpără bijuterii. Încântat de vocea slujnicei Mărioara (Carmen Berbecaru), maestrul o face vedeta spectacolului, punând-o să cânte mai multe cântece de dragoste.
Amenințările continuă, iar într-o noapte Friedman sosește speriat în casa lui Caratase și îi spune acestuia că refuză să mai scrie textul scenetei umoristice din spectacol. Îngrijorat, maestrul ia legătura cu comisarul Radu Toma și îi spune că primește scrisori de amenințare și că și Friedman a fost probabil amenințat.
A doua parte a filmului poartă intertitlul „Răfuiala”. Odată cu apropierea spectacolului, lucrurile se precipită. Friedman este răpit și bătut de legionari, care îi cer să să ardă textul sau să-l facă pierdut, dându-i un ultim avertisment. Textierul este salvat de la moarte de intervenția lui Radu Toma, care trage cu pistolul asupra legionarilor și-i pune pe fugă. Legionarii se plâng lui Guță Popescu care le dă pistoale pentru a-și îndeplini amenințările. Friedman se duce la teatru și-i spune lui Caratase că nu-i poate da textul. Fiind acuzat de maestru că a devenit un fricos și le face astfel jocul legionarilor, textierul scoate textul și i-l dă.
În preziua spectacolului, chemat de Pusi, care avea un logodnic legionar, Caratase se duce la o casă care era de fapt un sediu al gardiștilor. Acolo i se cere să renunțe la atacul virulent la adresa Mișcării Legionare din cadrul spectacolului următor. Nea Costică ține un discurs în care blamează intenția legionarilor de a crea „o Românie cenușie și tristă, fără joc, fără râs, fără bucurie”. El le spune că nu pot interzice poporului să râdă și să iubească.
Speriate de dispariția maestrului, soția și fiica lui apelează la comisarul Radu Toma pentru a-l căuta. Polițistul află că actorul fusese chemat de Pusi și se duce la casa părinților ei de pe str. Izvorului nr. 3, aflând că iubitul fetei era student la Facultatea de Filozofie și gardist. Comisarul se duce la facultate, unde îl întâlnește pe iubitul lui Pusi la cursul profesorului Guță Popescu. Legionarul îi spune profesorului cum a decurs confruntarea cu Caratase și-i obține acordul pentru a merge până la capăt. Toma îl urmărește pe legionar, bănuind că acesta îl va duce la locul unde este ținut actorul.
Între timp, Puiu Mugur (George Paul Avram), logodnicul Luciei (Maria Chira), fiica lui Caratase, îl anunță pe Friedman că maestrul a făcut infarct la o damă și-l roagă să meargă pentru a-l lua de acolo. Friedman ajunge astfel în casa în care era ținut legat Caratase. Textierul este bătut și amenințat că va fi omorât, dacă maestrul nu renunță la spectacol. În fața pericolului ca prietenul său să fie ucis, Caratase afirmă că va renunța la spectacol, dar Friedman spune că în acest caz va publica textul și-l va oferi ziarelor. Textierul este înjunghiat mortal de un legionar. În casă sosește apoi comisarul Radu Toma, care-l urmărise pe studentul legionar, și are loc un schimb de focuri în care sunt uciși toți răpitorii.
A doua zi, comisarul îi aduce maestrului vestea că varianta oficială a anchetei este că legionarii s-au împușcat toți între ei, iar regele a decis să-i acorde văduvei lui Friedman o pensie. Cenzura refuză însă să-și de acordul recitării cupletului satiric la adresa Germaniei naziste și a Mișcării Legionare. Bănuind că actorul va încălca dispozițiile cenzurii, Guță Popescu îi cere lui Paul Mugur să-i facă rost de un bilet la premiera spectacolului cât mai aproape de scenă. Lucia îi dă un bilet lui Mugur, iar apoi îl urmărește și vede că acesta se întâlnește cu un legionar fanatic la Grădina Icoanei și îi dă biletul. Lucia îl anunță pe comisar care merge în culise și-l interoghează pe Paul Mugur, cerându-i să-i spună numărul locului de pe bilet. Bătut, acesta îi spune numărul locului. Comisarul îl urmărește pe legionar și, când vede că acesta scoate un pistol cu amortizor pentru a trage în Caratase, îl împușcă din culise.
Caratase își spune textul satiric: el îl imită pe Hitler deghizat în Moș Crăciun care le-a adus în dar legionarilor „viele pușculițen”. Maestrul își încheie momentul umoristic spunând: „Opriți ciuma verde, opriți Garda de Fier!”, apoi suferă un infarct. Este scos în culise, dar cere ca spectacolul să continue și apoi se ridică în picioare.

## Distribuție
- Toma Caragiu — maestrul Costică Caratase, directorul Teatrului de revistă „Vox”
- Mircea Albulescu — Ionel Friedman, textierul lui Caratase
- Margareta Pogonat — Elvira Caratase, soția lui Costică
- Ion Besoiu — profesorul Guță Popescu, mentorul Mișcării Legionare
- Mircea Diaconu — comisarul Radu Toma de la Poliția Judiciară
- Carmen Petrescu — manechinul Pusi
- Maria Chira — Lucia Caratase, fiica lui Caratase
- George Paul Avram — artistul Puiu Mugur, logodnicul Luciei
- Marin Moraru — Vasilică, servitorul din casa lui Caratase
- Ovidiu Iuliu Moldovan — legionarul isteric
- Carmen Berbecaru — Mărioara, slujnica din casa lui Caratase
- Gheorghe Șimonca — regele Carol al II-lea al României
- Florin Zamfirescu — soldatul Ghiță Gherdan, logodnicul Mărioarei
- Lucia Boga — actriță la Teatrul „Vox”
- Lia Șahighian — doamna Mathilde, patroana casei de modă
- Tricy Abramovici — cântăreața brunetă
- Zephi Alșec — prefectul de poliție
- Cornel Ciupercescu — studentul legionar, iubitul lui Pusi
- Constantin Dinulescu — jurnalist
- Fana Geică
- Nicolae Praida — pompierul Teatrului „Vox”
- Horea Popescu — medicul curant al lui Caratase
- Manu Nedeianu — generalul Miclescu
- Mircea Veroiu — asasinul legionar de la teatru
- Ștefan Thuri — coreograful George
- Rudy Rosenfeld — dramaturg aspirant
- Ferenc Bencze — țăranul înrudit cu Caratase
- Constantin Drăgănescu — legionarul care-l înjunghie pe Friedman
- Petre Gheorghiu-Goe — tatăl lui Pusi
- Ioana Crăciunescu — studenta entuziasmată de cursul lui Guță Popescu
- Jeana Gorea — mama lui Pusi
- Eugen Racoți
- Vasile Florescu
- Richard Rang
- Manole Marcus — pictorul lui Carol al II-lea (nemenționat)

## Producție
Scenariul filmului a fost scris de Titus Popovici, purtând inițial titlul „Actorul, polițistul și… sălbaticii”. După cum rememorează astăzi actorii care au jucat în film, rolul principal a fost scris special pentru Toma Caragiu. După definitivarea de către regizor și casa de filme a „concepției ideologice și artistice”, scenariul a fost aprobat de Comitetul de Stat pentru Cultură și Artă la 8 martie 1974.
Filmul a intrat în faza de producție la 16 martie 1974. Filmările au avut loc în perioada 3 iunie - 17 septembrie 1974. În cele 65 de zile de filmare s-a muncit câte 10 ore pe zi. Filmul a fost vizionat de Dumitru Popescu la 4 aprilie 1975, fiind solicitate operații de remontaj și introducere de texte. Copia standard a fost finalizată la 21 aprilie 1975. Copia standard a fost finalizată la 26 decembrie 1974. Cheltuielile de producție s-au ridicat la 4.850.000 lei.
În timpul filmărilor au existat și o serie de încurcături. Într-o scenă, Caratase găsește în pat o mână tăiată, lăsată de legionari ca să îl sperie. A fost folosită o mână reală adusă de la morgă. Aceasta a ajuns a doua zi într-un coș de gunoi și a fost găsită de cineva. S-a început o anchetă care s-a încheiat după ce s-a dovedit că mâna găsită era un „reziduu de filmare”. Pistolul folosit în film de comisarul Radu Toma era un pistol real, care îi era înmânat actorului Mircea Diaconu de un căpitan de securitate numai în clipa în care se filma scena respectivă, după care îi era luat imediat. Securistul a refuzat să i-l lase actorului mai devreme pentru ca acesta să poată exersa mișcările firești cu pistolul.
În monologul de final al lui Caratase, actorul este deghizat în Hitler și satirizează spiritul fascist, apoi este dus în culise. Scenariul prevedea ca personajul să moară în pat, dar Toma Caragiu a insistat ca filmul să se termine cu un cadru în care el moare „în picioare”. Acest film conține prima apariție a unui rege al României într-un film realizat în România socialistă; Sergiu Nicolaescu a catalogat reprezentarea regelui Carol al II-lea din acest film drept o batjocură.
Muzica filmului a fost compusă de George Grigoriu și cuprinde 57 de minute de muzică originală, aranjamente și „fantezii” muzicale. Textele cântecelor au fost scrise de Ion Vasilescu și Mișu Iancu, melodiile fiind interpretate de Carmen Berbecaru și Tricy Abramovici. Cupletele umoristice din film au fost scrise de Dan Mihăescu și Grigore Pop.

## Paralele istorice
Filmul Actorul și sălbaticii este inspirat din viața actorului Constantin Tănase, unul dintre cei mai cunoscuți actori ai teatrului românesc de revistă, care a cultivat cupletul satiric și politic în perioada interbelică. El a creat trupa „Cărăbuș”, organizând spectacole de cabaret și revistă pe parcursul următorilor 20 de ani. Numele personajului Caratase se inspiră atât din numele lui Toma Caragiu, cât și din cel al lui Constantin Tănase, nefiind exclus nici Caragiale din jocul onomastic. Nu se cunoaște ca Tănase să fi avut probleme cu legionarii sau cenzura carlistă, după cum reiese din film.
Guță Popescu este inspirat de profesorul Nae Ionescu, fiind descris în film ca un personaj diabolic care se află în spatele acțiunii de împiedicare cu orice chip a reprezentației lui Caratase. Nae Ionescu era un simpatizant al Legiunii, dar nu se știe cât de strânse erau relațiile acestuia cu Corneliu Zelea Codreanu și ce influență avea acesta asupra legionarilor.
Spectacolele lui Tănase au satirizat abuzurile săvârșite de Armata Roșie după 23 august 1944 și până la moartea actorului, în 29 august 1945. El a fost arestat, amenințat cu moartea și i s-a spus să nu mai joace piesa. La următorul spectacol, Constantin Tănase a apărut pe scenă într-un pardesiu imens, cu mâinile pline de ceasuri de mână, nu a scos niciun cuvânt, apoi și-a deschis pardesiul, sub care avea un imens ceas cu pendulă. El a arătat către ceas și a spus doar: „El tic, eu tac, el tic, eu tac”. Actorul a murit la două zile după reprezentație, din cauza unui blocaj renal. Au circulat zvonuri că ar fi fost omorât de soldații ruși.
O altă paralelă este între lansarea de către Caratase în lumea muzicii a slujnicei Mărioara și lansarea de către Constantin Tănase în trupa sa, „Cărăbuș”, a cântăreței Maria Tănase.
Deși ținta filmului erau legionarii și fascismul, potrivit propagandei comuniste, filmul a apărut ca un strigăt mut la adresa regimului dictatorial din România acelor vremuri, regim care a cenzurat libertatea de exprimare a artiștilor și l-a suprimat pe Tănase. Filmul a fost perceput în epocă ca o „metaforă subtilă” prin care se prezenta cenzura și restrângerile la adresa artei din perioada comunistă. Actorul Mircea Diaconu a afirmat că „toată lumea care vedea filmul în anii aceia îl citea, îl decripta altfel (...). Filmul era despre Constantin Tănase, despre Caratase. Însă „răii”, care în filmul nostru erau legionarii, fasciștii, toată lumea știa că erau cu totul alții, că erau „roșii” din est. Toată lumea decripta în felul acesta povestea și accepta că nu se putea vorbi altfel pe această temă decât așa.”
Unii jurnaliști au criticat erorile istorice existente în film, considerându-le o „propagandă pură, cinică și impardonabilă”. Printre erorile identificate de ei sunt următoarele: Tănase a murit sub ocupație sovietică și nu ucis de legionari, personajul Guță Popescu este o denaturare a lui Nae Ionescu etc. În plus, numele personajului principal, Costică Caratase, conține o cacofonie. Filmul ar fi avut astfel scopul de a-i dezinforma pe spectatorii neinformați prin mistificările realizate.

## Receptare[7]
Filmul Actorul și sălbaticii a fost vizionat de 5.453.002 de spectatori la cinematografele din România, după cum atestă o situație a numărului de spectatori înregistrat de filmele românești de la data premierei și până la data de 31.12.2007 alcătuită de Centrul Național al Cinematografiei.

### Premii
Acest film a fost distins în 1975 cu două premii ale Asociației Cineaștilor din România (ACIN): Titus Popovici a primit Premiul special al juriului pentru scenariile la filmele Actorul și sălbaticii și Pe aici nu se trece..., iar Mircea Diaconu a primit Premiul pentru interpretare masculină pentru rolul din filmul Actorul și sălbaticii (acest premiu a fost obținut și de Gheorghe Dinică pentru rolul din filmul Ilustrate cu flori de câmp).
De asemenea, scenograful Virgil Moise a primit Premiul pentru scenografie al Festivalului de la Moscova din 1975. 

### Aprecieri critice
Eva Sârbu a lăudat interpretarea lui Toma Caragiu într-un articol din 1975, publicat în revista „Cinema”: „Sub chipul și în mâna lui Toma Caragiu, nea Costică Caratase are vulgaritatea mulată pe candoare și ironia pe subtilitate și geniul comic pe conștiința genială a propriei valori, a forței lui de armă. Personaj care lasă frâu liber tragicului și comicului din el, loc pentru mușcătura ascuțită a ironiei și pentru nodul ridicat în gât de prezența unei tristeți copleșitoare.”
Analizând acest film, criticul Călin Căliman considera că filmul „armonizează genuri cinematografice distincte - satira, estrada și comedia cu pamfletul politic, ba chiar, cu tonurile grave, dramatice, ale rechizitoriului politic”, iar Toma Caragiu trece cu ușurință „de la ironie la satiră, de la șarjă la pamflet, de la veselie la tristețe și de la zâmbet la lacrimă, realizatorii valorificând plenar întreg ansamblul de stări sufletești, de gesturi și atitudini al ilustrului comic de altădată”. Criticul apreciază că scena cu trabucul ar merita să nu lipsească din antologia marilor momente comice ale lumii, fiind similară cu victoriile din „vârsta de aur” a „marelui mut”.
Criticul Tudor Caranfil a dat filmului trei stele din cinci și a făcut următorul comentariu: „Atuul filmului îl reprezintă excelentul scenariu al lui Titus Popovici care, amalgamând genuri diferite precum estrada, burlescul, pamfletul și chiar rechizitoriul politic, le asigură, mai ales lui Caragiu și Diaconu, apariții de excepție și înscrie un remarcabil succes de public: 5.452.000 de bilete solicitate. Mai puțin convingător monologul satiric ce reprezintă tocmai miza conflictului, recital de locuri comune.”